# Шпак ефіопський
Шпак ефіопський (Speculipastor bicolor) — вид горобцеподібних птахів родини шпакових (Sturnidae). Мешкає в Східній Африці. Це єдиний представник монотипового роду Ефіопський шпак (Speculipastor).

## Опис
Довжина птаха становить 16-19 см. У самців верхня частина тіла, голова і груди чорні, нижня частина тіла переважно біла, очі яскраво-червоні. У самиць верхня частина тіла чорнувата, голова темно-сіра, темно-сіре горло відділене від білої нижної частини тіла чорною смугою, що проходить грудьми. Очі червоні. У молодих птахів живіт білий, очі карі і червоніють впродовж дорослішання. У пташенят нижня частина тіла, зокрема горло, повністю біла.

## Поширення і екологія
Ефіопські шпаки мешкають в Ефіопії, Південному Судані, Сомалі, Кенії, Танзанії та Уганді. Вони кочують сухими саванами, живуть в сухих чагарникових заростях.